# Marcelo Caro
Marcelo Osvaldo Caro Cubillos (La Serena, Chile, 22 de septiembre de 1971) es un exfutbolista y actual entrenador chileno. Jugaba de delantero y militó en diversos clubes de Chile y Estados Unidos.

## Trayectoria

### Como jugador
Producto de las divisiones inferiores de Universidad Católica, donde ingreso en 1982 y debutó profesionalmente en 1990.  Formó parte del plantel que obtuvo el subcampeonato en la Copa Libertadores de América 1993 y la Copa Interamericana 1994, donde se coronaron como campeones.
Paso la mayoría de su carrera profesional jugando en la Primera División chilena. Además del equipo cruzado, jugó para Huachipato,tuvo dos pasos por Coquimbo Unido,Deportes Concepción,Audax Italiano,Palestino, y Deportes La Serena, donde se retiró.
En la Primera B, jugó el primer semestre de la temporada 2000 para Deportes Antofagasta.
En el extranjero, tuvo un paso por los Charlotte Eagles de la United Soccer League el año 2002.

### Como entrenador
Como entrenador tuvo un paso por Deportes La Serena, dirigiendo el Torneo Clausura 2012, en donde el equipo papayero terminó descendiendo a la Primera B.

## Selección nacional
Representó a la Selección chilena sub-20 en el Sudamericano sub-20 de 1991. La Roja quedó eliminada en primera fase.

### Participaciones en sudamericanos
| Torneo                      | Sede      | Resultado     |
| --------------------------- | --------- | ------------- |
| Sudamericano Sub-20 de 1991 | Venezuela | Primera Ronda |

## Clubes

### Como jugador
| Club                 | País           | Año       |
| -------------------- | -------------- | --------- |
| Universidad Católica | Chile          | 1989-1991 |
| Huachipato           | Chile          | 1992      |
| Universidad Católica | Chile          | 1992-1994 |
| Coquimbo Unido       | Chile          | 1995      |
| Universidad Católica | Chile          | 1996      |
| Coquimbo Unido       | Chile          | 1997-1998 |
| Deportes Concepción  | Chile          | 1999      |
| Deportes Antofagasta | Chile          | 2000      |
| Audax Italiano       | Chile          | 2000      |
| Palestino            | Chile          | 2001      |
| Audax Italiano       | Chile          | 2002      |
| Charlotte Eagles     | Estados Unidos | 2002      |
| Palestino            | Chile          | 2002-2003 |
| Deportes La Serena   | Chile          | 2004-2007 |

### Como entrenador
| Club               | País  | Año  |
| ------------------ | ----- | ---- |
| Deportes La Serena | Chile | 2012 |

## Controversias
El año 2021, su excompañero en Universidad Católica Jorge Vargas denunció a Caro por dineros impagos en un negocio en común.En 2024, se reveló que por los mismos negocios Caro fue imputado como autor de estafa.